# Hernandiaceae
Hernandiaceae é o nome botânico de uma família de plantas angiospérmicas, de divergência ancestral que está muito ligada com outra família chamada de Lauraceae. Podendo ser encontrada em áreas tropicais, amplamente em zonas costeiras e mais precisamente próximos ao mar até 2.000 metros de distância da costa. Ela pode ser dividida em dois grupos que diferem nos números de cromossomos, distribuição geográfica, morfologia e análise filogenética, que de acordo com relações e com a sistemática recebe o nome de subfamílias como, por exemplo, Gyrocarpoideae e Hernandioideae, sendo que a primeira subfamília compreende 10 espécies em dois gêneros, enquanto a segunda apresenta 44 espécies em três gêneros, no geral a família compreende cerca de 54 espécies em cinco gêneros.

## Etimologia
A família Hernandiaceae está relacionada com o gênero Hernandia L. Caracteriza-se por ter sido uma homenagem feita de Carl Linnaeus para Francisco Hernandez até então médico e botânico de origem espanhola.

## Descrição
São plantas com hábitos variados, podem ser árvores,arbustos ou lianas. Têm como características morfológicas: Folhas alternas, simples ou compostas, apresentam estípulas, perianto com distinção de cálice e corola, androceu 3-5, todos com estames férteis, enquanto o gineceu tem um número reduzido em relação ao perianto. Quanto à anatomia, as folhas apresentam lâminas com cavidade secretora de óleos ou mucilagem, apresenta estômatos, principalmente paracíticos,quando suas folhas são simples podem ou não ter peltado, ou seja,quando folhas circulares tem o pecíolo inserido no meio do disco, já se for composta ela é palmada, bem semelhante a uma mão aberta. Não apresenta floema.

## Distribuição
Hernandiaceae pode ser encontrada nos hemisférios norte e sul, mais especialmente nas áreas mais baixas dos trópicos em regiões tropicais, subtropicais ou áridos, podendo ocorrer nessas regiões na faixa do nível do mar ate mais de 2.000 metros de distância, predominando em lugares como a África, Oceano Índico, Oceano pacifico, América e Chile, destacando-se também em ilhas como a Nova Caledônia e a ilha de Madagascar.

## Adaptações
Essa família teve origem na costa de uma floresta úmida subtropical, dando-lhe uma forma em seu padrão de distribuição em determinados lugares. Espécies dessa família habitam as florestas tropicais de altitude, chegando algumas espécies há  sobreviver acima do nível do mar, cerca de 4.000 metros de altitude, mais o local mais frequente de ser encontrada é em florestas tropicais de baixa altitude. Por serem plantas de folhas caducas ou decíduas que perdem suas folhas nas estações do ano mais frias e chuvosas como outono e inverno, elas acharam um meio de adaptação em lugares de condições não condizentes com as suas características, mas conseguem sobreviver em regiões de clima semiárido, tendo condições favoráveis encontradas no solo tais como: águas subterrâneas periódicas, aquíferos perenes ou então florestas inundáveis na areia, contendo assim quase todos os nutrientes possíveis pra sua sobrevivência. Em relação evolutiva ocorre a divergência ancestral.

## Reprodução
A reprodução dessa família ocorre da mesma forma que qualquer outra angiosperma, elas podem ser hermafroditas ou monóicas. As flores são agregadas em um tipo de inflorescência como cimeiras, regulares, cíclicos ou tetracíclicos. Seu modo de dispersão varia entre as espécies do gênero. A maioria das espécies do gênero Hernandia tem polinização por meio de  zoofilia, enquanto Hernandia guianensis tem polinização por hidrofilia que ocorre em água doce, já as espécies Hernandia nymphaeifolia e Gyrocarpus americanus são hidrofílicas sendo que na água do mar. O fruto de algumas espécies não é carnoso, porém alguns são consumidos por aves, onde suas sementes são passadas pelo trato digestivo e após sua eliminação elas aderem ao ramo de árvores,corpos mortos ou até mesmo no solo são germinadas mais tarde facilmente, reiniciando assim o ciclo reprodutivo.

## História
A família teve origem na costa de uma floresta úmida tropical, com o seu nome fornecido por Carl Linnaeus em uma homenagem a um médico e botânico da Espanha, chamado de Francisco Hernandez, tem características que a faz sobreviver em lugares com ata altitude e com condições fora do normal para essa planta, como por exemplo, habitar regiões semiáridas. Apesar de ser pouco estudada e não ter detalhes sobre essa família se sabe que tem um alto valor econômico.

## Importância econômica
Essa família tem alto valor econômico, como por exemplo, referente à sua madeira que tem característica ser macia e serve para a fabricação de barcos e canoas, instrumentos musicais, calçados entre outros. Já em relação aos cosméticos, faz referência a sua casca, sementes e folhas que servem como purgantes, ou seja, substância que limpa e esvazia o intestino quando ingerimos algo que é necessário ser eliminado depressa do organismo como substâncias tóxicas. O suco da casca serve também pra uso estético com propriedades depilatórias. 

## Conservação
Na falta de conhecimento como um todo sobre as famílias em geral, pouco se sabe da sua diversidade, ficando mais difícil assim saber sua grande importância pra a conservação dessas e de outras famílias. Portanto vem se vendo um aumento nas pesquisas que contribua pra o progresso da sistemática da família em geral, esse progresso vem de países com recursos econômicos limitados, gerando assim uma expectativa melhor na elaboração de leis que conservem não só essa família de valor econômico grande mas também outras famílias importantes no cenário econômico e preservacionista. No entanto, para que isso ocorra é necessário estudos aprofundados e defesa da sociedade em conservar ainda mais a natureza, pois existem espécies dessa família altamente ameaçadas de extinção, devido ao seu potencial econômico, como plantas medicinais ou de extração de madeira.

## Potencial ornamental
Características de algumas espécies da Hernandiaceae são bastantes favoráveis, das quais, são matéria prima para estética e beleza. Essas características podem ser observadas e depende de sua cor, seu porte, para que o tamanho seja adequado houvendo assim o crescimento da sua textura. Apesar de que no paisagismo essa característica não esta relacionada com experiência tática, mas, pelo fato das qualidades visuais que ela oferece. Outro fator que completa a situação ornamental da planta é a sua estrutura, que compõe na relação de copa ou folhagem, tronco ou ramo. Assim a família Hernandiacea tem característica favoráveis a compor um alto valor ornamental.

## Gêneros
- Hazomalania;
- Hernandia;
- Illigera;
- Gyrocarpus;
- Sparattanthelium;